# Anisidinzahl
Die Anisidinzahl (AnZ) ist eine Fettkennzahl und dient zur chemischen Charakterisierung von Fetten.
Sie ist ein Maß für den Gehalt an α,β-ungesättigten Aldehyden in Fetten und Ölen. Bei diesen Aldehyden handelt es sich um sekundäre Abbauprodukte durch Autoxidation. Es sind hauptsächlich 2-Alkenale und 2,4-Dienale, jedoch können auch andere Oxo-Verbindungen im Fett ins Ergebnis einfließen. Außerdem wird nicht zwischen flüchtigen und nicht-flüchtigen Aldehyden unterschieden. Somit gibt die Anisidinzahl Rückschlüsse auf die Haltbarkeit von Fetten.
Zur Bestimmung der Anisidinzahl wird die in Isooctan gelöste Probe mit einer p-Anisidin-Lösung (0,25 % in Eisessig) zur Reaktion gebracht. Dabei reagieren Aldehyde mit dem p-Anisidin zu einem Azomethin (Schiffsche Base), das bei 350 nm ein Absorptionsmaximum hat. Ungesättigte Aldehyde bilden stärker absorbierende Produkte als gesättigte Aldehyde.
Während die Peroxidzahl (POZ) nach der Raffination des Fettes abnimmt, steigt die Anisidinzahl an. So lassen sich auch nach der Raffination Fette erkennen, die schon vorher durch Oxidation geschädigt wurden. Typischerweise sollte ein einwandfreies Öl eine Anisidinzahl von <6 haben (meistens zwischen 0 und 3). Bei Werten über 10 handelt es sich in der Regel um oxidativ verdorbenes Fett oder Öl. Eine Ausnahme bildet das Olivenöl. Hier liegt die Anisidinzahl typischerweise höher.
Zusammen mit der Peroxidzahl kann mit der Anisidinzahl die sogenannte Totox-Zahl berechnet werden (Totox = AnZ + 2 · POZ).